# Giuseppe Piccone della Perosa
Giuseppe Piccone, hrabia della Perosa  - sabaudzki dyplomata żyjący na przełomie XVII i XVIII wieku.
Reprezentował Księstwo Sabaudii-Piemontu w Londynie w latach 1716–1719 jako poseł nadzwyczajny Wiktora Amadeusza II. 